# Triangulacija
Triangulacija (latinski triangulum trokut) je određivanje položaja glavnih točaka pri geodetskom mjerenju pomoću trokuta kojima je poznata duljina jedne stranice i sva tri kuta. 
Identiteti koji se često koriste pri triangulaciji:
- Zbroj kutova u trokutu jednak je π rad (180 stupnjeva).
- sinusni poučak
- kosinusni poučak
- Pitagorin poučak

Dužina stranice dobiva se preciznim mjerenjem baze, a svi kutovi mjere se teodolitom. Iz relativno kratke izmjerene baze dobiva se mjerenjem kutova i računom tzv. izračunata baza, a ona se dalje upotrebljava kao poznata stranica u trokutnoj mreži. Računanje se postupno prenosi na susjedne trokute dok se ne odrede položaji svih točaka (trigonometara) u trokutnoj mreži.
Osnovu triangulacije I. reda čine točke koje se postavljaju na velikim razmacima (60 km). Mreža I. reda zatim se popunjava mrežom II. reda, a ona opet mrežom III. reda itd., sve dok triangulacijske točke ne budu međusobno toliko blizu da se može pristupiti detaljnoj topografskoj izmjeri tla.

## Udaljenost do objekta mjerenjem dva kuta
Triangulacija se može iskoristiti za mjerenje udaljenosti do objekta:
{\displaystyle \ell ={\frac {d}{\tan \alpha }}+{\frac {d}{\tan \beta }}}
Iz toga proizlazi:
{\displaystyle d=\ell \,/\,({\tfrac {1}{\tan \alpha }}+{\tfrac {1}{\tan \beta }})}
Koristeći trigonometrijske jednadžbe: tan α = sin α / cos α i sin(α + β) = sin α cos β + cos α sin β, dobivamo:
{\displaystyle d={\frac {\ell \sin \alpha \sin \beta }{\sin(\alpha +\beta )}}}
Iz ove jednadžbe lako možemo izračunati neku udaljenost do objekta, ako se mjere dva kuta prema objektu i udaljenost između dvije mjerne točke. 

## Više informacija
- paralaksa